# ニシキマゲクビガメ
ニシキマゲクビガメ（錦曲首亀、学名：Emydura subglobosa）は、ヘビクビガメ科マゲクビガメ属に分類されるカメ。別名アルバーティスマゲクビガメ。

## 分布
模式標本の産地（模式産地）はパプアニューギニア。マゲクビガメ属内では唯一ニューギニア島にも分布する。
- E. s. subglobosa　ニシキマゲクビガメ

インドネシア（ニューギニア島南部）、オーストラリア（ケープヨーク半島北端）、パプアニューギニア（ニューギニア島南部）
- E. s. worrelli　ウォレルマゲクビガメ

オーストラリア（クイーンズランド州北部、ノーザンテリトリー、西オーストラリア州北部）

## 形態
最大甲長25.5cm。背甲は上から見ると細長い卵型。背甲の色彩は黒や褐色。
虹彩には水平に黒い斑点が入る。
卵は長径4-4.5cm、短径1.8-2.2cm。幼体の背甲は上から見ると円形で、椎甲板に筋状の盛り上がり（キール）があるが、成長に伴いキールは消失する。
- E. s. subglobosa　ニシキマゲクビガメ

吻端から鼓膜上部にかけて黄色の太い筋模様が入る。腹甲（個体によっては四肢も）の色彩がオレンジがかったピンク色になる。
- E. s. worrelli　ウォレルマゲクビガメ

吻端から鼓膜上部にかけてピンク色の細い筋模様が入る。また口角から鼓膜下部へ向かいピンク色の細い筋模様が入る。これらの斑紋は老齢個体では消失する。腹甲の色彩は赤みをおびない。

## 分類
- Emydura subglobosa subglobosa　(Krefft, 1876)　ニシキマゲクビガメ
- Emydura subglobosa worrelli　(Wells & Wellington, 1985)　ウォレルマゲクビガメ

## 生態
流れの緩やかな河川や湖沼などに生息し、水生植物の繁茂した環境を好む。半水棲で主に水中で暮らすものの、日光浴を好む。
食性は動物食傾向の強い雑食で、魚類、カエル、昆虫類、甲殻類、貝類、ミミズ、果実、水草などを食べる。
繁殖形態は卵生。1回に約10個の卵を産む。飼育下では1回に5-11個の卵を産んだ例がある。卵は飼育下では30℃の環境において48日で孵化した例がある。

## 人間との関係
ペット用として飼育されることもあり、日本にも輸入されている。流通量は多く、主に基亜種の飼育下繁殖個体が流通する。本種のシノニムとされるアルバーティスマゲクビガメの名前で呼ばれたり、流通することもある。アクアリウムで飼育される。遊泳性が強く活発なため、可能ならば深さのある大型のケージを用意し多くの遊泳する空間をとる。流木やレンガ、市販の水棲カメ専用のプラスチック製の浮島などで体を乾かすための陸地を用意し、屋内で飼育する場合は局所的に水に強い暖房器具などで皮膚や甲羅を乾かすことのできる環境を作る必要がある。飼育下では人工飼料にも餌付く。